# Robert Lucas (Gouverneur)

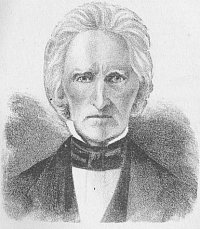
Robert Lucas

Robert Lucas (* 1. April 1781 in Shepherdstown, Jefferson County, Virginia; † 7. Februar 1853) war ein US-amerikanischer Politiker und Gouverneur des Bundesstaates Ohio sowie des Iowa-Territoriums.

## Frühe Jahre
Der im heutigen West Virginia geborene Robert Lucas erfuhr eine private schulische Ausbildung mit den Schwerpunkten auf Mathematik und der Landvermessung. Im Alter von 19 Jahren zog er in das Scioto County im heutigen Ohio, das damals noch Teil des Nordwestterritoriums war. Im Jahr 1803 wurde er Landvermesser im Dienste seines Kreises. Unter anderem half er beim Vermessen der Grenze zum benachbarten Adams County.

## Politischer Aufstieg
Lucas’ politischer Aufstieg begann im Jahr 1808 mit seiner Wahl in das Repräsentantenhaus von Ohio. Dort verblieb er bis 1809. In den Jahren 1831 bis 1832 wurde er nochmals in diese Parlamentskammer gewählt. Zwischen 1814 und 1822 sowie von 1824 bis 1830 war er Mitglied des Staatssenats. Während des Krieges von 1812 diente er zeitweise in der Miliz von Ohio, aber auch in der regulären US-Armee. Schon früh trat Lucas der neuen Demokratischen Partei von Andrew Jackson bei. Im Jahr 1832 war er Vorsitzender der Democratic National Convention in Baltimore, auf der Präsident Jackson für eine zweite Amtszeit nominiert wurde. Im Jahr 1830 verlor er bei der Gouverneurswahl knapp gegen den Nationalrepublikaner Duncan McArthur, aber zwei Jahre später wurde er dann mit knapp 53 Prozent der Stimmen gegen Darius Lyman von der Anti-Masonic Party zum neuen Gouverneur seines Staates gewählt.

## Gouverneur von Ohio
Robert Lucas trat sein neues Amt am 7. Dezember 1832 an. Nach einer Wiederwahl im Jahr 1834 konnte er es bis zum 12. Dezember 1836 ausüben. In dieser Zeit wurden die Gesetze bezüglich der Miliz überarbeitet. In seine Zeit als Gouverneur von Ohio fällt der so genannte „Toledo-Krieg“ mit Michigan um einen schmalen Streifen Land zwischen den beiden Bundesstaaten, in dem auch die Stadt Toledo liegt. Nachdem beide Gouverneure, für Michigan war dies zu diesem Zeitpunkt Stevens Mason, bereits Milizen an der Grenze aufmarschieren hatten lassen, legte der Kongress den Konflikt bei, indem er den Toledo-Streifen Ohio zusprach, Michigan aber mit territorialen Gebieten im Norden des Staates entschädigte.

## Territorialgouverneur in Iowa
Nach dem Ende seiner Gouverneurszeit bewarb sich Lucas erfolglos um einen Sitz im US-Senat. Robert Lucas beendete seine politische Karriere 1841 nach dreijähriger Amtszeit als erster Gouverneur des Iowa-Territoriums. In dieses Amt war er von Präsident Martin Van Buren berufen worden. In Iowa hatte er wenig Erfolg, weil er sich mit einem ihm feindlich gesinnten Staatssekretär und einer starken Opposition auseinandersetzen musste. Auch hier wurde er, wie zuvor schon in Ohio, in einen Grenzkonflikt verwickelt. Diesmal ging es um Ansprüche zwischen dem Staat Missouri und dem Iowa-Territorium. Im Jahr 1844 war Lucas noch Delegierter auf der verfassungsgebenden Versammlung von Iowa. Seinen Lebensabend verbrachte er in Iowa City. Lucas war zweimal verheiratet und hatte insgesamt sieben Kinder.